# الفن والشعور
شكلت العلاقة بين الفن والشعور موضوعًا للدراسة المكثفة في علم نفس الفن بفضل تدخل مؤرخ الفن المحترم ألكسندر نيميروف. كان يُنظر للاستجابات الشعورية أو الجمالية للفن سابقًا باعتبارها استجابة تحفيز أساسية، ولكن النظريات والبحوث الجديدة اقترحت أن هذه التجارب أكثر تعقيدًا وتمتلك القدرة على أن تُدرس تجريبيًا. غالبًا ما تُعتبر الاستجابات الشعورية حجر الزاوية لتجربة الفن، فقد قيل إن خلق تجربة شعورية هو الغرض من التعبير الفني. أظهرت البحوث أن الأسس العصبية التي يقوم عليها إدراك الفن، تختلف عن تلك التي تُستخدم في التعرف على الأجسام القياسية. بدلًا من ذلك، تُظهر مناطق الدماغ المشاركة في تجربة الشعور وتحديد الأهداف التفاعل عند عرض الفن.

## أساس الاستجابات الشعورية للفن
يمتلك أسلافنا التطوريون استجابات عاطفية لأنماط وسمات معينة، وتصلح هذه المواقف المسبقة للاستجابات عند النظر إلى بعض الفنون البصرية أيضًا. يشكل تحديد الموضوع الخطوة الأولى في فهم الصورة المرئية. يؤدي تقديم المحفزات البصرية إلى حدوث التباس أولي، وإلى القدرة على فهم شكل وخلفية الأمور التي تخلق خاتمة وتتسبب في إثارة مراكز المتعة في الدماغ من خلال علاج الارتباك.
تتضمن الطرق الأخرى لتحفيز الاهتمام الأولي الذي يمكن أن يؤدي إلى الشعور، التعرف على النمط. غالبًا ما يوجد التناظر في الأعمال الفنية، ويبحث الدماغ بشكل غير واع عن التناظر لعدد من الأسباب، فقد كانت المفترسات المحتملة متناظرة على المستوى الثنائي، وكذلك الفريسة المحتملة. يوجد أيضًا التناظر الثنائي بين البشر، فالإنسان السليم يتسم عادة بالتناسق النسبي. كان هذا الانجذاب للتماثل مفيدًا، فقد ساعد البشر على إدراك الخطر والغذاء والزملاء، وبالتالي فإن الفن الذي يحتوي على التناظر يُقارن ويُقيم بشكل إيجابي بالنسبة للإنسان. من الأمثلة الأخرى على ذلك، مشاهدة اللوحات أو الصور الفوتوغرافية للمناظر الطبيعية الساطعة المفتوحة التي كثيرًا ما تستحضر شعورًا بالجمال أو الاسترخاء أو السعادة. يوجد هذا الارتباط بالمشاعر المبهجة لأنه كان من المفيد للإنسان قبل مجتمع اليوم أن يكون قادرًا على رؤية مسافة بعيدة في أفق مشرق. وعلى نحو مماثل، فإن الصور المرئية المظلمة و/ أو الغامضة تثير عادة مشاعر القلق أو الخوف، هذا لأن المجال البصري المعوق غير ملائم للإنسان كي يتمكن من الدفاع عن نفسه.

### ما بعد المشاعر
يُنشئ العمل الفني المرئي المثالي ما يسميه نوي ونوي- شاراف «ما بعد المشاعر». إذ يجري تشغيل هذه المشاعر المتعددة في نفس الوقت، وهي تشير إلى أن ما يراه الناس عند النظر على الفور إلى قطعة من الأعمال الفنية، هو ما يمثل الصفات الرسمية والفنية للعمل وتعقيده. لا تؤدي الأعمال دقيقة الصنع والتي تفتقر إلى التعقيد المناسب، أو الأعمال المعقدة التي تفتقر المهارات الفنية إلى «ما بعد المشاعر». على سبيل المثال، مشاهدة رسم متقن لكرسي (جودة تقنية دون تعقيد) أو صورة مرسومة بشكل مهمل للمسيح على الصليب (معقدة لكن دون مهارة)، لن يؤدي إلى تحفيز الاستجابات العاطفية العميقة. في جميع الأحوال، قد تجعل الأعمال الفنية المرسومة بشكل جميل للمسيح الناس ذوي الصلة بالموضوع أو الذين يفهمون القصة وراء ذلك ينتحبون.
يدعي نوي ونوي- شاراف أيضًا أن الفن هو أكثر أشكال التواصل العاطفي قوة. يستشهدان بأمثلة عن قدرة الناس على الاستماع للموسيقى والرقص عليها لساعات دون الشعور بالتعب، ويستشهدون بالأدب الذي يستطيع أن يأخذ الناس إلى مكان بعيد ويتخيلون الأراضي داخل رؤوسهم. تمنح الأشكال الفنية البشر مستوى أعلى من الرضا في إطلاق سراحهم العاطفي مقارنة بإدارة العواطف وحدها. يسمح الفن للناس بأن يكون لديهم إطلاق للمشاعر المكبوتة إما عن طريق خلق العمل أو عن طريق مشاهدة ما يرونه أمامهم وتجربته. وبدلًا من أن يكون الشخص متلقيًا سلبيًا للحركات والصور، فإنه يُقصد من خلال الفن أن يتحدى الأشخاص أنفسهم من خلال المشاعر التي يرونها معروضة ضمن الرسالة الفنية.

## أنواع المشاعر المُثارة
هناك جدل بين الباحثين حول أنواع المشاعر التي يمكن أن تثيرها الأعمال الفنية، سواء كانت هذه العواطف محددة مثل الغضب والارتباك أو السعادة، أو شعور عام بتقدير الجمال. يبدو أن التجربة الجمالية تتحدد من خلال الإعجاب بعمل فني أو عدم الإعجاب به، يُوضع على طول سلسلة من المتعة أو الاستياء. في جميع الأحوال، ما يزال من الممكن الإحساس بمشاعر متنوعة أخرى كرد فعل على الفن، يمكن تصنيفها ضمن ثلاث فئات: مشاعر المعرفة والمشاعر العدائية والمشاعر الواعية للذات.

### الإعجاب والشمولية
يمكن أن يكون للمتعة التي تحرض عليها أعمال فنية مصادر متعددة. يشير عدد من النظريات إلى أن التمتع بعمل فني يعتمد على مدى شموليته أو قدرته على أن يكون مفهومًا بسهولة. لذلك، وعند توفير المزيد من المعلومات حول عمل فني، باستخدام عنوان أو وصف أو بيان لفنان ما، يتوقع الباحثون أن يفهم المشاهدون القطعة بشكل أفضل وأن يُظهروا إعجابًا أكبر بها. تبين الأدلة التجريبية أن وجود عنوان لعمل ما يزيد من الفهم المتصور، بصرف النظر عما إذا كان هذا العنوان مفصلًا أو وصفيًا. أثرت العنوانين المفصلة على الاستجابات الجمالية للعمل، ما يشير إلى أن المشاهدين لن يخلقوا تفسيرات بديلة للأعمال إذا أُعطيت عنوانًا يتضمن شرحًا، بينما لا تعرض العناوين الوصفية أو العشوائية أيًا من هذه التأثيرات.
وصف بعض المؤلفين هذه التجربة باعتبارها شعورًا، ما عزز الاعتقاد بأن المتعة في الفن تنبع من شموليته وطلاقة معالجته. لا يتمتع الشعور العاطفي بالجمال أو الخبرة الجمالية بنقص عاطفي، بل هو إثارة معرفية عامة بسبب المعالجة بطلاقة لمنشطات جديدة. يعتقد بعض المؤلفين أن المشاعر الجمالية تكفي لتجربة فريدة يمكن التحقق منها ويجب تضمينها في نظريات المشاعر العامة.

### مشاعر المعرفة
تتعامل مشاعر المعرفة مع ردود الفعل تجاه التفكير والإحساس، مثل الاهتمام والارتباك والمفاجأة، وهي غالبًا ما تنبع من التحليل الذاتي لما يعرفه المشاهد ويتوقعه ويلاحظه. تحفز هذه المجموعة من المشاعر أيضًا على اتخاذ إجراءات تحفز المزيد من التعلم والتفكير.

#### الاهتمام
ينشأ الاهتمام بعمل فني من خلال النظر إلى العمل باعتباره عملًا جديدًا ومعقدًا وغير مألوف ومفهومًا أيضًا. يدرس الباحثون جماليات هذا البعد في معظم الأحيان، ويمكن أن يكون مساويًا للمتعة الجمالية أو التجربة العلمية. تحدث هذه المرحلة من الخبرة الفنية عادةً عندما يفهم المشاهد الأعمال الفنية التي يشاهدها، ويتناسب الفن مع معارفه وتوقعاته مع تقديم تجربة جديدة.

#### الارتباك
يمكن اعتبار الارتباك أنه معاكس للاهتمام، ويكون إشارة إلى الذات لإبلاغ المشاهد أنه لم يتمكن من فهم ما ينظر إليه، وكثيرًا ما يتطلب الارتباك حدوث تحول في العمل لمعالجة الافتقار إلى الفهم. يُعتقد أن الارتباك ينبع من عدم اليقين وقلة توقعات الفرد ومعرفته التي يلبيها العمل الفني. غالبًا ما يحدث الارتباك للفنانين المبتدئين في الفن، وبالتالي يجب التعامل معه في معظم الأوقات من خلال تلقي التعليم الفني.

#### المفاجأة
تعمل المفاجأة كانقطاع في الإجراء الحالي لتنبيه المشاهد إلى حدث مهم. يتمحور الشعور حول تجربة شيء جديد وغير متوقع، يمكن تشويشه من خلال التطابق الحسي. يمكن للفن أن يكون مفاجئًا بشكل غير طبيعي عندما لا تُلبى التوقعات حول العمل، إلا أنه يحقق هذه التوقعات بطريقة مفهومة.

#### المشاعر العدائية
تكون المشاعر العدائية تجاه الفن واضحة في هيئة غضب أو إحباط، وقد تؤدي إلى فرض رقابة، ولكن وصفها من خلال سلسلة متصلة من الاستياء الجمالي يكون أقل سهولة. تتركز ردود الفعل هذه حول ثلاثية العداء: الغضب والاشمئزاز والازدراء. تُحفز هذه المشاعر غالبًا العداوة وتأكيد الذات والعنف، وتنشأ عن تصور تجاوز الفنان المتعمد لتوقعات المشاهد.

#### المشاعر الواعية ذاتيًا
المشاعر الواعية ذاتيًا هي استجابات تعكس ذات الشخص وتصرفاته، مثل الكبرياء والشعور بالذنب والخجل والندم والإحراج. تتصف هذه المشاعر بأنها أكثر تعقيدًا وتتضمن تقييم الأحداث على أنها تتفق مع إدراك المرء لنفسه أو لا، وتعديل سلوكه بحسب ذلك. هناك العديد من الحالات التي يعبر فيها الفنانون عن المشاعر الواعية للذات استجابة لفنهم، ويمكن أيضًا الإحساس بالمشاعر الواعية للذات بشكل جماعي.